# Services partagés Canada
Services partagés Canada est une agence du gouvernement du Canada visant à fournir des services de technologie de l'information aux divers organismes gouvernementaux canadiens. Elle est lancée en 2011 pour combiner des services tels que le courrier électronique et le stockage de données qui sont dupliqués par chaque agence et ministère, prévoyant ainsi réaliser des économies de coûts. Cependant, en 2016, la mise en œuvre est lente et les économies de coûts ne se sont pas encore matérialisées. 
En août 2016, Wayne Smith (en), statisticien en chef du Canada, démissionne pour protester contre les effets de Services partagés Canada sur Statistique Canada.
Paul Glover occupe présentement la fonction de président de Services partagés Canada. 